# Фергюсон, Дрю
Андерсон Дрю Фергюсон IV (англ. Anderson Drew Ferguson IV[, род. 15 ноября 1966, Лэнгдейл, Алабама) — американский политик, представляющий Республиканскую партию. Член Палаты представителей США от третьего избирательного округа Джорджии с 3 января 2017 года.

## Биография
Родился в Лэнгдейле, штат Алабама в 1966 году, окончил Университет Джорджии и Медицинский колледж Джорджии.
Фергюсон работал стоматологом с семейной стоматологической практикой . Он занимал пост олдермена в Уэст-Пойнте, штат Джорджия, а затем мэра с 2008 по 2016 год. В 2016 году он ушел в отставку, чтобы сосредоточиться на участии в выборах в Палату представителей.
В 2016 году Фергюсон баллотировался на место в третьем округе штата Джорджия, освободившееся после ухода действующего республиканца Линна Уэстморленда. Он вошел в двойку лидеров на майских республиканских праймериз и столкнулся во втором туре с сенатором штата Майком Крейном. Разница между двумя кандидатами составила менее 100 голосов; оба получили около 27 % голосов избирателей.
Во втором туре Фергюсона поддержали ориентированные на бизнес республиканцы, включая Уэстморленда. Праймериз и второй тур были дорогими и ожесточенными: Super PACs и другие организации за пределами Джорджии потратили на гонку более 2 миллионов долларов. 26 июля Фергюсон победил Крейна, набрав 54 % голосов. На всеобщих выборах в ноябре Фергюсон победил кандидата от демократов Анджелу Пендли, получив поддержку 68 % избирателей.
В ноябре 2018 года, после переизбрания на второй срок, Фергюсон был назначен главным заместителем парламентского организатора (англ. chief deputy whip) конференции республиканцев в Палате представителей Стивена Скэлиса. Эта должность исторически является ступенькой к более высоким постам: например, её занимали будущие спикеры Палаты представителей Деннис Хастерт и Кевин Маккарти.
В декабре 2023 года Фергюсон объявил, что не будет переизбираться на новый срок в следующем году.